# Batracomorphus alcides
Batracomorphus alcides är en insektsart som beskrevs av Knight 1983. Batracomorphus alcides ingår i släktet Batracomorphus och familjen dvärgstritar. Inga underarter finns listade i Catalogue of Life.